# Argio Orell
Argio Orell (Triëst, 17 september 1884 - aldaar, 10 januari 1942) was een Italiaans schilder en graveur. Hij was een van de meest gewilde Italiaanse portrettisten in de jaren twintig en dertig.

## Biografie
Orell werd geboren in Triëst op 17 september 1884. Hij was de zoon van Giuseppe en Calliope Iconomo. Na het bestuderen van de basisprincipes van de schilderkunst in Triëst schreef hij zich in aan de Kunstacademie van München, waar hij studeerde bij Franz von Stuck. Hij werd toegelaten tot de cursus, hoewel hij pas zeventien was en dus eigenlijk te jong, op voorspraak van von Stuck. Hij werd beïnvloed door van Stuck die hem onder zijn hoede nam. Aan het einde van de cursus ontving hij de prijs voor het beste werk van een buitenlandse student.
Hij keerde terug naar Triëst en had daar succesvolle exposities, en al snel verspreidde zijn roem zich over de grenzen van Triëst. Na succesvolle exposities in Rome en Bergamo, met de koning van Italië onder zijn schatters en opdrachtgevers, werd hij in de jaren twintig en dertig een van de meest gewilde Italiaanse portrettisten.
Tijdens de Eerste Wereldoorlog werd hij gerekruteerd door het Oostenrijkse leger en naar Radkersburg gestuurd, samen met een aantal vooraanstaande Italiaanse kunstenaars en intellectuelen uit de omgeving, waaronder zijn vriend en collega-schilder Vito Timmel, met wie hij de muurschilderingen van een club aldaar schilderde.
Orell was een schilder en een commercieel kunstenaar en publiceerde affiches voor verschillende bedrijven.
Hij was betrokken bij Japonisme en bezat een kostbare collectie Ukiyo-e. In 1912 was hij curator van een expositie van Oosterse kunst in Triëst.
Hij stierf in Triëst op 10 januari 1942.

## Galerij

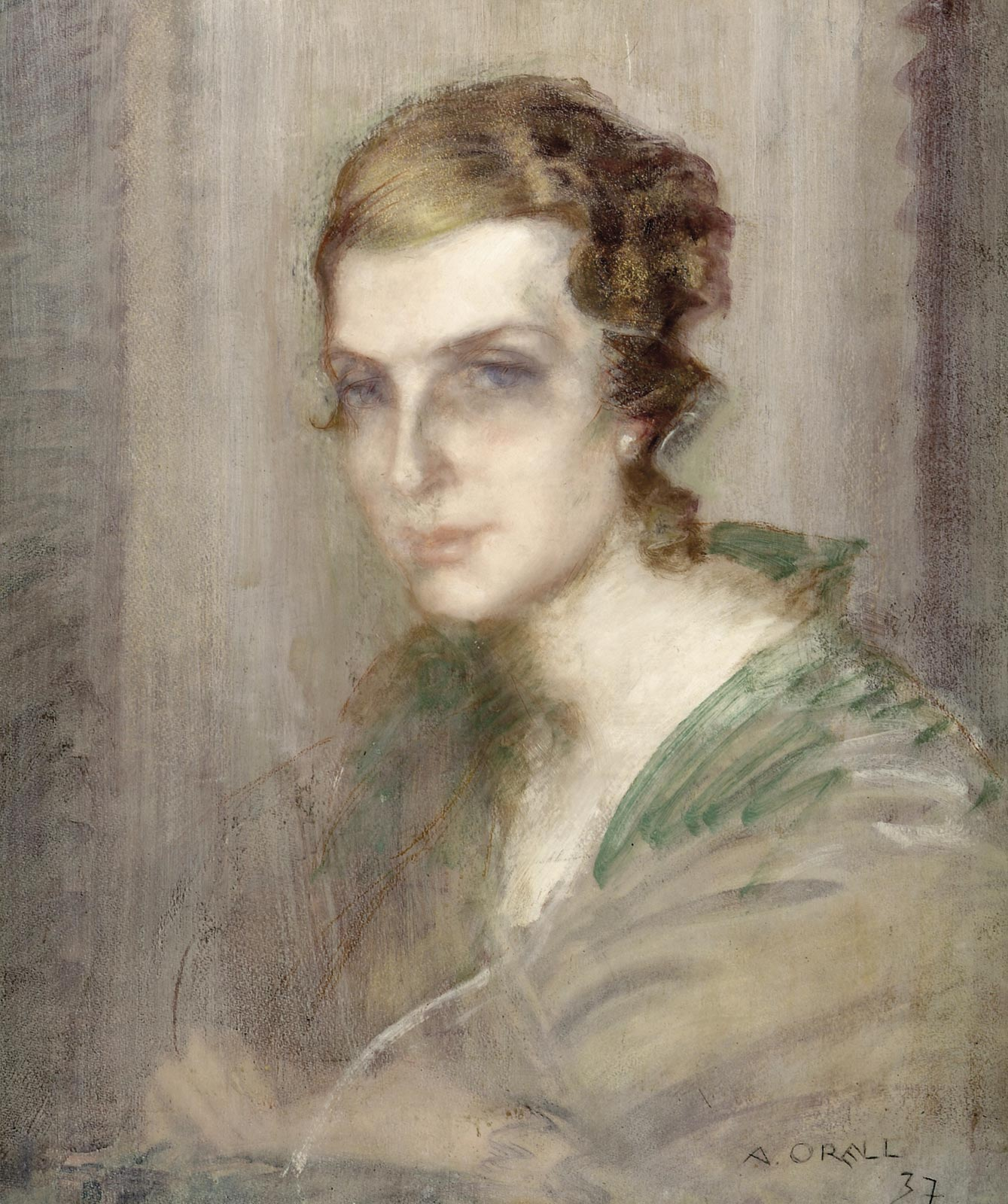
Ritratto femminile
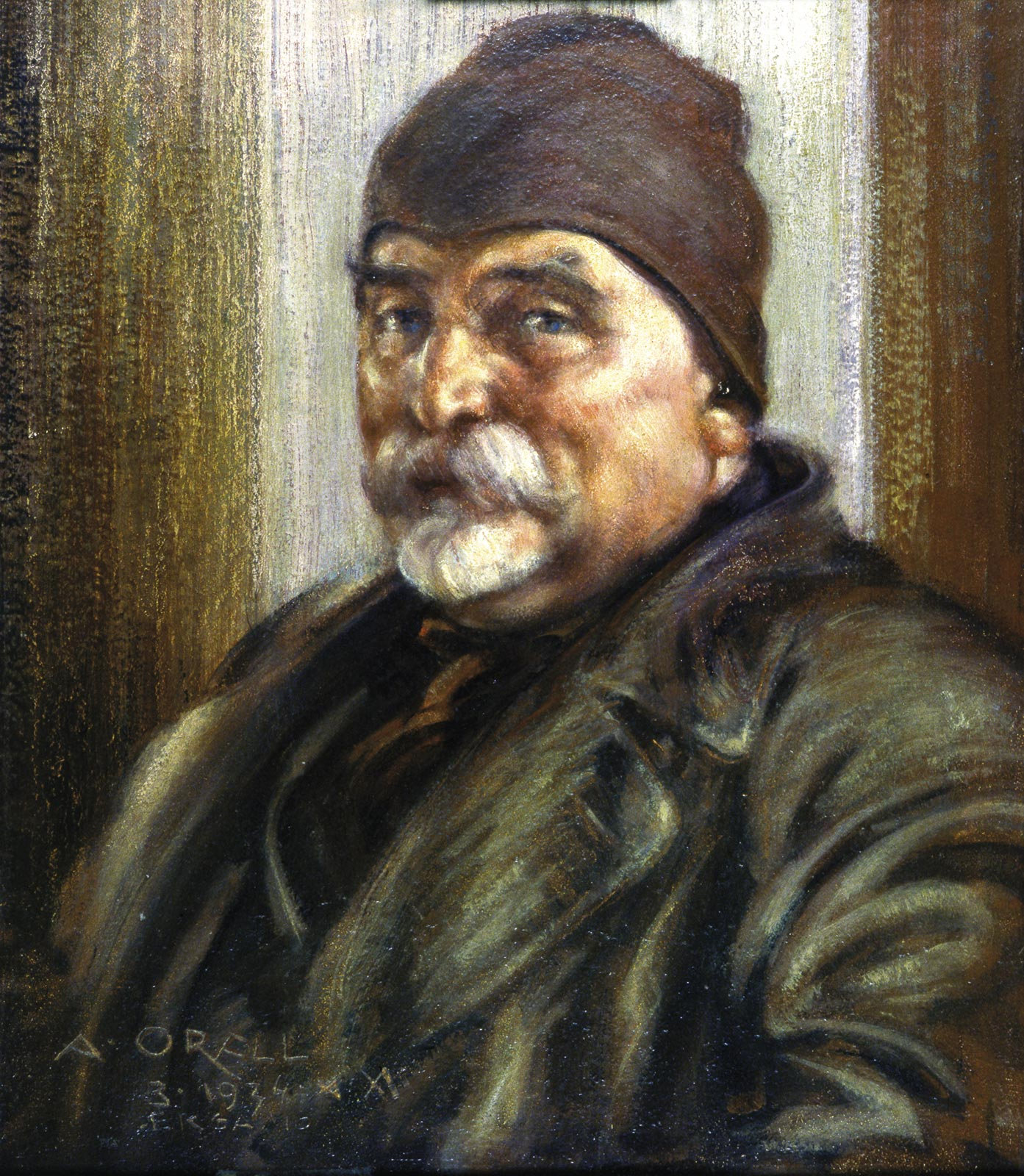
Il Navarca
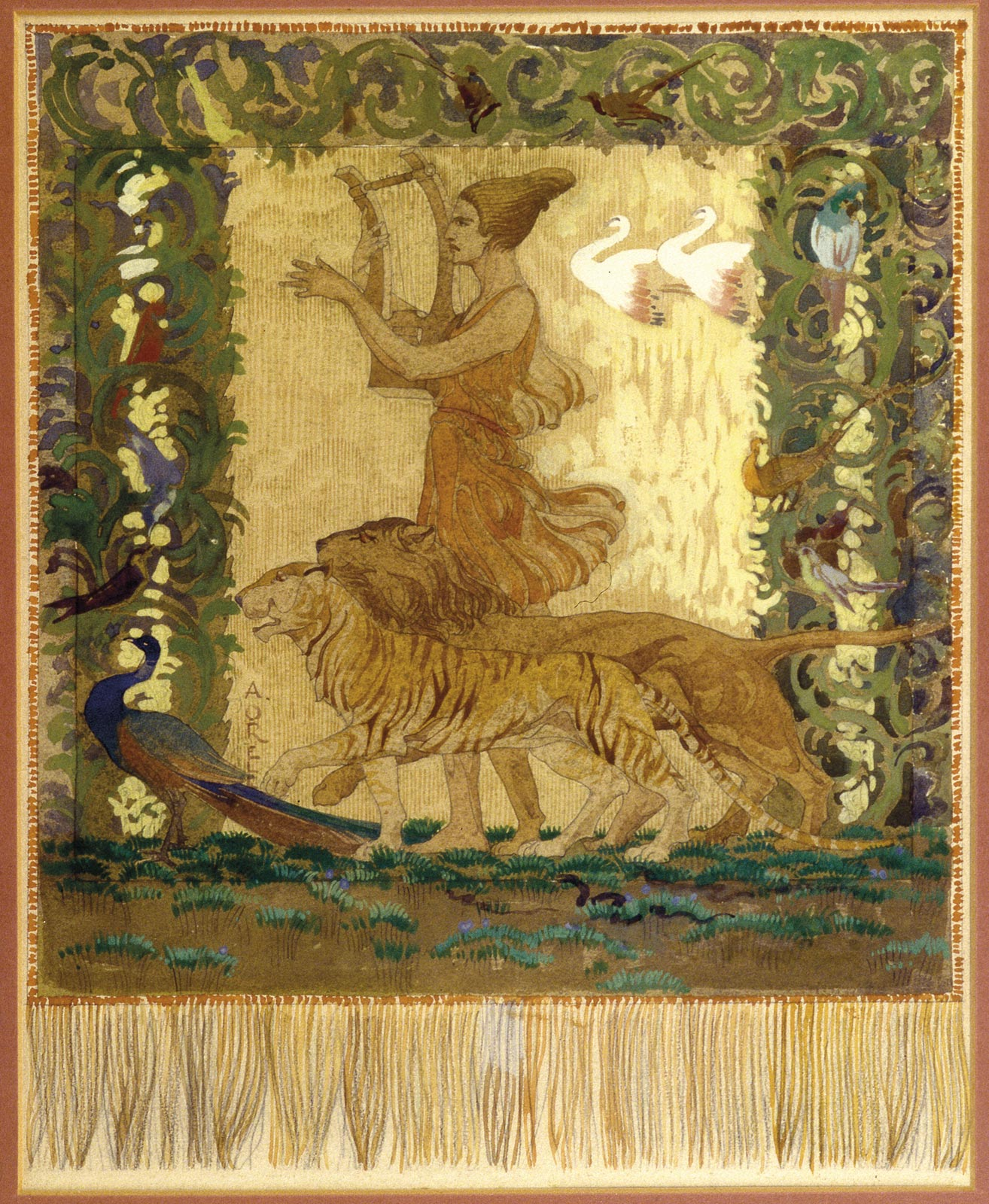
Allegory
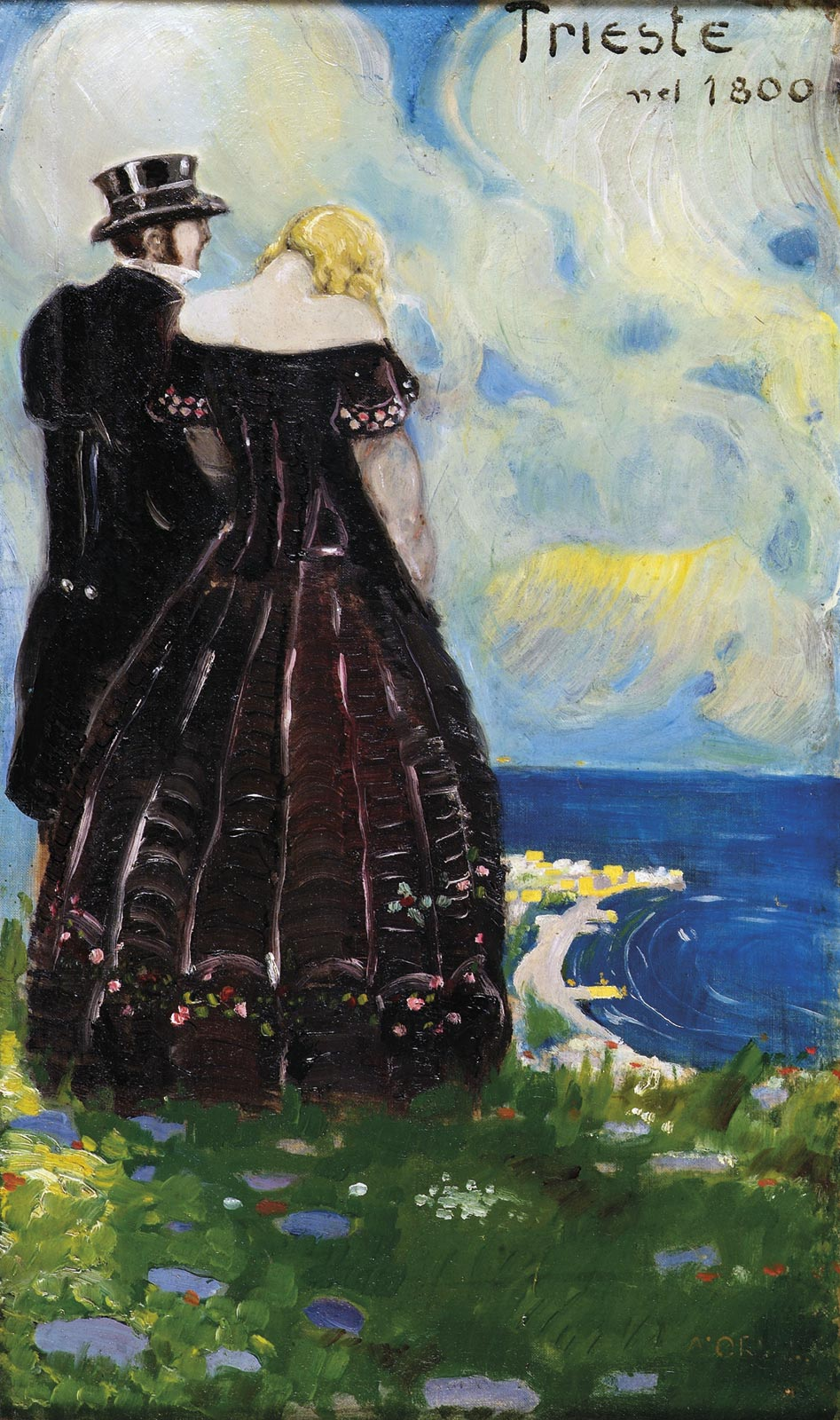
Trieste in the 19th Century